# 山本美越乃
山本 美越乃（やまもと みおの、1874年（明治7年）1月22日 - 1941年（昭和16年）5月13日）は、明治から昭和時代前期の日本の経済学者。京都帝国大学総長。

## 経歴・人物
旧鳥羽藩士・山本昇平の三男として三重県志摩郡鳥羽町に生まれる。鳥羽商船学校を飛び級で卒業し、同志社普通学校を経て、1903年（明治36年）京都帝国大学法科大学選科を卒業する。
大阪高等商業学校（現・大阪市立大学の前身）教諭を経て、山口高等商業学校（現・山口大学経済学部の構成母体）教授となり、同校の命にて、1905年（明治38年）経済学研究のため欧米に留学。コロンビア大学夏季講座を経て、ウィスコンシン大学大学院で経済学のほか、ポール・ラインシュより殖民政策を学び、文学修士を取得。英国、ドイツを経て1907年（明治40年）帰国し、山口高等商校に戻り、高等官となる。文部省派遣で清韓視察し、1912年に京都帝国大学助教授となり、殖民政策などを講じる。1918年に同大教授となり、経済学部長、総長（事務取扱）を歴任する。退職後、同大名誉教授。

## 台湾議会設置運動との関わり
山本は、『植民地政策研究』において、同化政策から自治主義への統治方針の転換を主張し、台湾議会の設置を理論的に支持した。この山本の議論は、台湾議会設置運動に大きな影響を与えた。1921年、山本は閔元植の朝鮮への衆議院選挙法施行請願と林献堂の台湾議会設置懇願を論評した。特に、同年発生した閔元植暗殺事件の後、この論評は、慎重な姿勢を見せていた台湾議会設置運動関係者に大きな勇気を与えた。同年、初めて台湾を視察した山本は、在台日本人の現状に失望しつつ、台湾人有識者との交流を深め、台湾議会設置への支持を表明した。

## 著作
- 『労働問題』巌松堂書店、1913年。
- 『支那に於ける独逸の経営』巌松堂書店、1914年。
- 『戦後に対する我実業家の覚悟』戦後経済調査会、1916年。
- 『我國民ノ海外發展ト南洋新占領地 (法律學經濟學研究叢書 ; 第21冊)』京都法學會、1917年。
- 『植民政策研究』弘文堂書房、1920年。
- 『植民地問題私見』弘文堂書房、1921年。
- 述『我が国情と労資協調問題』電気協会東海支部、1927年。